# Теорема Турана
Теорема Тура́на даёт ответ на вопрос о максимальном количестве рёбер в графе без полного n-вершинного подграфа.
Впервые задачу о запрещённом подграфе поставил венгерский математик Пал Туран в 1941 году.

## Формулировка

### Обозначения
Обозначим через {\displaystyle K_{n}} полный n-вершинный граф.
Определим граф {\displaystyle T_{n}(v)} с {\displaystyle v} вершинами следующим образом. Разобьём все вершины на {\displaystyle n-1} «почти равных» групп (то есть возьмём {\displaystyle r} групп по {\displaystyle m+1} вершине и {\displaystyle n-1-r} групп по {\displaystyle m} вершин, где {\displaystyle v=m(n-1)+r}, здесь {\displaystyle r} — остаток от деления {\displaystyle v} на {\displaystyle n-1}) и соединим рёбрами все пары вершин из разных групп. Таким образом получим {\displaystyle (n-1)}-дольный граф.
Будем обозначать через {\displaystyle ex(v,n)} максимальное количество рёбер, которое может иметь граф с {\displaystyle v} вершинами, не содержащий подграфа, изоморфного {\displaystyle K_{n}}.

### Теорема
Среди всех графов на {\displaystyle v} вершинах, не содержащих подграфа {\displaystyle K_{n}}, максимальное количество рёбер имеет граф {\displaystyle T_{n}(v)}. Если {\displaystyle v=m(n-1)+r}, где {\displaystyle r} — остаток от деления {\displaystyle v} на {\displaystyle n-1}, то этот максимум равен
{\displaystyle ex(v,n)={\frac {(n-2)(v^{2}-r^{2})}{2n-2}}+{\frac {r(r-1)}{2}}}

### Замечания
- При {\displaystyle n\leq 8} основную формулу можно записать короче: 
{\displaystyle ex(v,n)=\left[v^{2}\cdot {\frac {n-2}{2n-2}}\right]}.

Доказательство можно провести, например, с помощью математической индукции по количеству вершин графа {\displaystyle v}.
Введем индукцию по числу вершин {\displaystyle n} в полном подграфе.
- База {\displaystyle n=3}.  Доказательство:  Введем индукцию по числу вершин.
  - База {\displaystyle n=1,2}. Для данных случаев оценка очевидна.
  - Доказательство базы для {\displaystyle n=1,2,3}: Пусть доказано для {\displaystyle k}. Докажем для {\displaystyle k+2}.  Если в графе нет ребер то все доказано. Иначе выделим ребро.  Заметим что к этому ребру из остальных вершин графа выходит не более одного ребра (иначе есть треугольник) {\displaystyle \Rightarrow } этих ребер не более {\displaystyle k}. Для остального графа применим предположение индукции. Откуда общее количество рёбер не более {\displaystyle {\frac {k^{2}-r^{2}}{4}}+k+1={\frac {(k+2)^{2}-r^{2}}{4}}}.  Что и требовалось.
- База доказана.

- Шаг: Пусть для {\displaystyle n-1} верно, докажем для {\displaystyle n}. Введем индукцию.  База {\displaystyle k=1,2,\ldots ,n-1}. Для данных случаев утверждение очевидно.  Шаг. Пусть для {\displaystyle k} верно, докажем для {\displaystyle k+n-1}. Если в графе нет полного графа на {\displaystyle n-1} вершинах воспользуемся предыдущим шагом (очевидно, что оценка будет лучше). Иначе выделим его. Из каждой из остальных вершин к нему выходит не более {\displaystyle n-2} ребер, то есть всего не более {\displaystyle k\cdot (n-2)}. Следовательно, общее количество рёбер в графе не превышает

{\displaystyle {\frac {(n-2)(k^{2}-r^{2})}{2n-2}}+{\frac {(n-1)(n-2)}{2}}+k\cdot (n-2)+{\frac {r\cdot (r-1)}{2}}={\frac {(n-2)((k+n-1)^{2}-r^{2})}{2n-2}}+{\frac {r\cdot (r-1)}{2}}}  Что и требовалось. Шаг индукции доказан.

## Вариации и обобщения
- Доказательство теоремы Турана влечёт несколько более сильный результат: для любого графа {\displaystyle \Gamma } не содержащего копию полного графа {\displaystyle K_{n+1}} найдётся {\displaystyle n}-дольный граф  {\displaystyle \Gamma '} с тем же множеством вершин, что и {\displaystyle \Gamma } и со степенью каждой вершины не меньше чему у {\displaystyle \Gamma }.

## Внешние ссылки
- Теорема Турана в словаре теории графов